# ÍA Akranes
Íþróttabandalag Akranes er en fodboldklub hjemmehørende i den islandske by Akranes.
Klubben har siden sin stiftelse i 1946 vundet det islandske mesterskab 18 gange.
Klubben har også en mængde andre sportsgrene på repertoiret, eksempelvis: basketball, volleyball, golf, gymnastik, etc.

## Titler
- Islandske mesterskaber (18): 1951, 1953, 1954, 1957, 1958, 1960, 1970, 1974, 1975, 1977, 1983, 1984, 1992, 1993, 1994, 1995, 1996 og 2001
- Islandske pokalturnering (9): 1978, 1982, 1983, 1984, 1986, 1993, 1996, 2000 og 2003

## Europæisk deltagelse
| Sæson   | Runde      | Modstander       | Hjemme | Ude | Kommentar |
| ------- | ---------- | ---------------- | ------ | --- | --------- |
| 1971-72 | 1. runde   | Sliema Wanderers | 0-4    | 0-0 | -         |
| 1975-76 | 1. runde   | Omonia Nicosia   | 4-0    | 1-2 | -         |
| 1975-76 | 2. runde   | Dynamo Kijev     | 0-2    | 0-3 | -         |
| 1976-77 | 1. runde   | Trabzonspor      | 1-3    | 2-3 | -         |
| 1978-79 | 1. runde   | FC Köln          | 1-1    | 1-4 | -         |
| 1984-85 | 1. runde   | KSK Beveren      | 2-2    | 0-5 | -         |
| 1985-86 | 1. runde   | Aberdeen FC      | 1-3    | 1-4 | -         |
| 1993-94 | Kvalifik.  | KF Partizani     | 3-0    | 0-0 | -         |
| 1993-94 | 1. runde   | Feyenoord        | 1-0    | 0-3 | -         |
| 1997-98 | 1. kvalif. | MSK Kosice       | 0-1    | 0-3 | -         |
| 2002-03 | 1. kvalif. | FK Željezničar   | 0-1    | 0-3 | -         |

| Sæson   | Runde    | Modstander   | Hjemme | Ude | Kommentar                 |
| ------- | -------- | ------------ | ------ | --- | ------------------------- |
| 1979-80 | 1. runde | FC Barcelona | 0-1    | 0-5 | -                         |
| 1983-84 | 1. runde | Aberdeen FC  | 1-2    | 1-1 | -                         |
| 1987-88 | 1. runde | Kalmar FF    | 0-0    | 0-1 | Efter forlænget spilletid |

| Sæson   | Runde      | Modstander          | Hjemme | Ude | Kommentar             |
| ------- | ---------- | ------------------- | ------ | --- | --------------------- |
| 1980-81 | 1. runde   | FC Köln             | 0-4    | 0-6 | -                     |
| 1986-87 | 1. runde   | Sporting Lissabon   | 0-9    | 0-6 | -                     |
| 1998-99 | 1. kvalif. | FK Žalgiris Vilnius | 3-2    | 0-1 | Udgået ved udebanemål |

| Fodbold | Spire Denne artikel om en fodboldklub er en spire som bør udbygges. Du er velkommen til at hjælpe Wikipedia ved at udvide den. |

64°19′3.56″N 22°03′35.11″V / 64.3176556°N 22.0597528°V